# Nicolae Manolescu
Nicolae Manolescu (ur. 27 listopada 1939 w miejscowości Râmnicu Vâlcea jako Nicolae Apolzan, zm. 23 marca 2024 w Bukareszcie) – rumuński krytyk literacki, pisarz, dyplomata i polityk, kandydat w wyborach prezydenckich.

## Życiorys
W 1953, gdy jego rodzice byli aresztowani z przyczyn politycznych, został adoptowany przez dziadka, otrzymując nazwisko Manolescu. W 1956 ukończył szkołę średnią w Sybinie, po czym rozpoczął studia filologiczne na Uniwersytecie Bukareszteńskim. W trakcie nauki represjonowany, usunięty z uczelni, ostatecznie w 1962 obronił magisterium. W 1974 uzyskał stopień naukowy doktora. Zawodowo pozostawał związany z macierzystą uczelnią jako wykładowca akademicki. Podjął też pracę w magazynie literackim „România Literară”, którego w 1990 został redaktorem naczelnym.
Po przemianach politycznych Nicolae Manolescu zaangażował się w działalność polityczną. W 1991 założył i stanął na czele Partii Sojuszu Obywatelskiego. W latach 1992–1996 był członkiem rumuńskiego Senatu z ramienia Rumuńskiej Konwencji Demokratycznej. W 1996 kandydował w wyborach prezydenckich, otrzymując 0,7% głosów. W 1998 dołączył ze swoim ugrupowaniem do Partii Narodowo-Liberalnej. Do 2000 był członkiem władz PNL, później wycofał się z bieżącej polityki.
W 2005 wybrany na przewodniczącego rumuńskiego związku pisarzy, rok później objął funkcję ambasadora Rumunii przy UNESCO. Jest autorem kilkudziesięciu publikacji poświęconych głównie historii rumuńskiej literatury, a także esejów i opracowań krytycznych. Wydał m.in. wznawianą pozycje Istoria critică a literaturii române.